# Двохенергетична рентгенівська денситометрія
Двохенергетична рентгенівська денситометрія (двохенергетична рентгенівська абсорбціометрія — ДРА, англ. dual energy X-ray absorptiometry — англ. DXA або DEXA)  — це найточніший спосіб вимірювання щільності кісткової тканини (станом на 2012 рік).

## Принцип методу
Метод використовує два різних рентгенівських промені, щоб оцінити щільність кістки в хребті і в стегні. Чим щільніша кісткова тканина, тим менше через неї проходить рентгенівський промінь. Підсумовування і зіставлення результатів абсорбції двох рентгенівських променів (поглинання кістковою тканиною і м'якими тканинами) дозволяє більш точно діагностувати зниження щільності кісткової тканини. За допомогою двухенергетичної денситометрії можна вимірювати від 2 % втрати кісткової маси в рік. Процедура займає мало часу і дози радіаційного опромінення дуже низькі[джерело?]. Залежно від того, яка область тіла досліджується, пацієнту необхідно прийняти певне положення на спеціальному столі. Після цього над заданим ділянкою повільно переміщається датчик, що проектує зображення на екран комп'ютера.

## Класифікація
1. Кісткова денситометрія периферична — це вид визначення щільності кісткової тканини, у якого принцип отримання інформації аналогічний двухенергетичній денситометрії. Дозволяє виміряти щільність кісткової тканини в руці і нозі (в таких зонах, як зап'ястя або п'яти). Але не дозволяє виміряти щільність в стегні і хребті (де найчастіше відбуваються переломи).
2. Периферична денситометрія також використовує для вимірювання дуже низькі дози радіаційного опромінення. Інформативність цього дослідження не дуже висока. Цей метод корисний для скринінгових досліджень та контролю лікування остеопорозу. Периферичні денситометри  — це портативні пристрої, які можуть бути використані в звичайному кабінеті лікаря.